# Grand National (album)
Pour les articles homonymes, voir Grand National.
Albums de The John Butler Trio
Sunrise Over Sea
(2004) April Uprising
(2010)
Grand National est le quatrième album du groupe australien The John Butler Trio. Il est sorti le 26 mars 2007 à travers le monde.

## Pistes de l'album
- CD 1 : Original

1. Better Than (3:29)
2. Daniella (4:16)
3. Funky Tonight (5:26)
4. Caroline (3:47)
5. Good Excuse (3:26)
6. Used to Get High (4:28)
7. Gov Did Nothing' (8:04)
8. Groovin' Slowly (4:31)
9. Devil Running (4:48)
10. Losing You (3:47)
11. Nowhere Man (3:22)
12. Fire in the Sky (5:36)
13. Gonna Take It (4:43)

Source : http://www.johnbutlertrio.com/disco.php
- CD 2 : Bonus

1. Ain't That Just the Way (Bonus)
2. Good as Gone (Bonus)
3. Thou Shalt Not Steal (Bonus)
4. Funky Tonight (Live) (Bonus)
5. Funky Tonight (Bonus)

## Singles
- Better Than est le seul single sorti en France.

## Musiciens
- John Butler : chant, guitare et banjo
- Shannon Birchall : contrebasse et basse
- Nicky Bomba : batterie